# Keith Moffat
Keith Moffat (1991) è un ex sciatore alpino statunitense.

## Biografia
Attivo in gare FIS dall'agosto del 2006, in Nor-Am Cup Moffat ha esordito il 10 dicembre 2008 a Lake Louise in discesa libera (35º) e ha conquistato il primo podio l'11 dicembre 2009 nella medesima località in supergigante (3º). Il 14 marzo 2016 ha ottenuto ad Aspen in supergigante il suo secondo e ultimo podio in Nor-Am Cup (3º) e il 17 marzo successivo, nella medesima località, ha disputato la sua ultima gara nel circuito, lo slalom gigante dove si è classificato 18º; si è ritirato al termine di quella stessa stagione 2015-2016 e la sua ultima gara in carriera è stata un supergigante FIS disputato a Whistler il 12 aprile, non completato da Moffat. Non ha debuttato in Coppa del Mondo né preso parte a rassegne olimpiche o iridate.

## Palmarès

### Nor-Am Cup
- Miglior piazzamento in classifica generale: 20º nel 2010
- 2 podi:
  - 2 terzi posti

### South American Cup
- Miglior piazzamento in classifica generale: 9º nel 2009
- Vincitore della classifica di discesa libera nel 2009
- 2 podi:
  - 1 vittoria
  - 1 terzo posto

#### South American Cup - vittorie
| Data           | Località | Paese | Specialità |
| -------------- | -------- | ----- | ---------- |
| 29 agosto 2008 | La Parva | Cile  | DH         |

Legenda:

DH = discesa libera